# زمردة (ممثلة)
زمردة (الميلاد 15 فبراير 1926 - 1 مارس 2008)، ممثلة مصرية.

## حياتها ونشأتها
ولدت في مدينة القاهرة في عام 1926، شاركت منذ الصغر في عدة عروض مسرحية، حتى اكتشفها الفنان الراحل يوسف وهبي، وقدمها من خلال فيلم (الأفوكاتو مديحة) في عام 1950، وقدمت عدة أفلام خلال حقبة الخمسينات، منها: (جزيرة الأحلام، اديني عقلك، فاعل خير، عصافير الجنة).

## روابط خارجية
- زمردة على موقع الدهليز
- زمردة على موقع قاعدة بيانات الأفلام العربية